# إلسا ماكسويل
إلسا ماكسويل (بالإنجليزية: Elsa Maxwell)‏ هي صحفية وعازفة بيانو أمريكية، ولدت في 24 مايو 1883 في نيويورك في الولايات المتحدة، وتوفي بنفس المكان في 1 نوفمبر 1963.

## وصلات خارجية
- إلسا ماكسويل على موقع IMDb (الإنجليزية)
- إلسا ماكسويل على موقع الموسوعة البريطانية (الإنجليزية)
- إلسا ماكسويل على موقع مونزينجر (الألمانية)
- إلسا ماكسويل على موقع قاعدة بيانات برودواي على الإنترنت (الإنجليزية)
- إلسا ماكسويل على موقع قاعدة بيانات الفيلم (الإنجليزية)